# All-Nippon News Network
All-Nippon News Network (オールニッポンニュース・ネットワーク?, Ōru Nippon Nyūsu Nettowāku), anche noto come TV Asahi Network o ANN, è un network televisivo privato giapponese. L'azienda è stata fondata il 1º gennaio 1970 da TV Asahi.
ANN è un network commerciale che opera come cooperativa guidata dalla key station TV Asahi con sede nella capitale giapponese. I programmi di TV Asahi vengono distribuiti a livello nazionale attraverso ANN e trasmessi dalle varie emittenti locali affiliate.

## Emittenti televisive affiliate

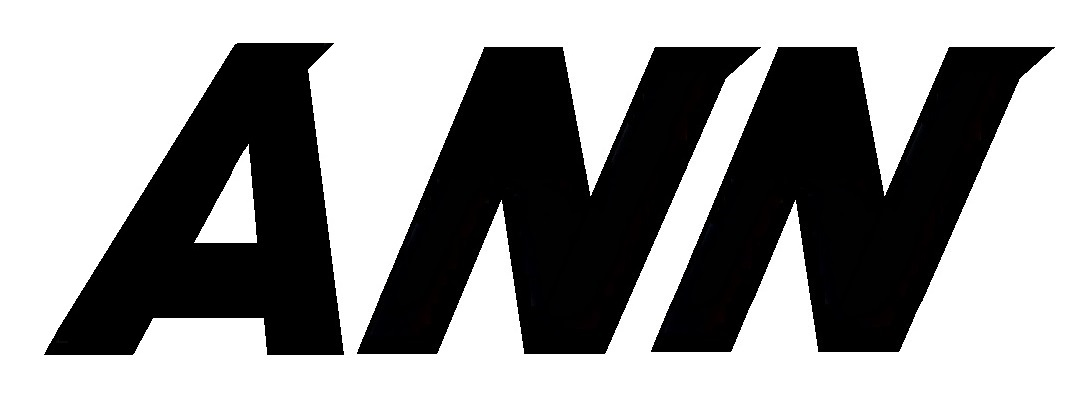
Logo utilizzato dal gennaio 1970 al settembre 2003

|      | Stazione TV                           | Identificativo | Area di trasmissione                                      |
| ---- | ------------------------------------- | -------------- | --------------------------------------------------------- |
| EX   | TV Asahi (テレビ朝日?)                | JOEX-DTV       | Tokyo, Kanagawa, Saitama, Chiba, Gunma, Ibaraki e Tochigi |
| ABC  | Asahi Hoso TV (朝日放送テレビ?)       | JOAY-DTV       | Osaka, Hyōgo, Kyoto, Nara, Shiga e Wakayama               |
| NBN  | Mētele (メ～テレ?)                    | JOLX-DTV       | Aichi, Gifu e Mie                                         |
| AAB  | Akita Asahi Hoso (秋田朝日放送?)      | JOXX-DTV       | Akita                                                     |
| ABA  | Aomori Asahi Hoso (青森朝日放送?)     | JOAH-DTV       | Aomori                                                    |
| eat  | Ehime Asahi TV (愛媛朝日テレビ?)      | JOEY-DTV       | Ehime                                                     |
| FBC  | Fukui Hoso (福井放送?)                | JOPR-DTV       | Fukui                                                     |
| KBC  | Kyushu Asahi Hoso (九州朝日放送?)     | JOIF-DTV       | Fukuoka                                                   |
| KFB  | Fukushima Hoso (福島放送?)            | JOJI-DTV       | Fukushima                                                 |
| HOME | Hiroshima Home TV (広島ホームテレビ?) | JOGM-DTV       | Hiroshima                                                 |
| HTB  | Hokkaido TV (北海道テレビ?)           | JOHH-DTV       | Hokkaidō                                                  |
| HAB  | Hokuriku Asahi Hoso (北陸朝日放送?)   | JOWY-DTV       | Ishikawa                                                  |
| IAT  | Iwate Asahi TV (岩手朝日テレビ?)      | JOIY-DTV       | Iwate                                                     |
| KSB  | Setonaikai Hoso (瀬戸内海放送?)       | JOVH-DTV       | Kagawa e Okayama                                          |
| KKB  | Kagoshima Hoso (鹿児島放送?)          | JOTI-DTV       | Kagoshima                                                 |
| KAB  | Kumamoto Asahi Hoso (熊本朝日放送?)   | JOZI-DTV       | Kumamoto                                                  |
| KHB  | Higashinippon Hoso (東日本放送?)      | JOEM-DTV       | Miyagi                                                    |
| UMK  | TV Miyazaki (テレビ宮崎?)             | JODI-DTV       | Miyazaki                                                  |
| abn  | Nagano Asahi Hoso (長野朝日放送?)     | JOGH-DTV       | Nagano                                                    |
| NCC  | Nagasaki Bunka Hoso (長崎文化放送?)   | JOXI-DTV       | Nagasaki                                                  |
| UX   | Niigata TV 21 (新潟テレビ21?)         | JOUX-DTV       | Niigata                                                   |
| OAB  | Oita Asahi Hoso (大分朝日放送?)       | JOBX-DTV       | Oita                                                      |
| QAB  | Ryukyu Asahi Hoso (琉球朝日放送?)     | JORY-DTV       | Okinawa                                                   |
| SATV | Shizuoka Asahi TV (静岡朝日テレビ?)   | JOSI-DTV       | Shizuoka                                                  |
| YTS  | Yamagata TV (山形テレビ?)             | JOYI-DTV       | Yamagata                                                  |
| YAB  | Yamaguchi Asahi Hoso (山口朝日放送?)  | JOYX-DTV       | Yamaguchi                                                 |
| BSA  | BS Asahi (ビーエス朝日?)              | --             | Canale nazionale via satellite                            |

## Ex emittenti affiliate
|     | Stazione TV                                      | Identificativo |
| --- | ------------------------------------------------ | -------------- |
| ATV | Aomori TV (青森テレビ?)                          | JOAI-TV        |
| RAB | Aomori Hoso (青森放送?)                          | JOGR-TV        |
| TVI | TV Iwate (テレビ岩手?)                           | JOII-TV        |
| MMT | Miyagi TV (宮城テレビ放送?)                      | JOMM-TV        |
| NST | NST TV (新潟総合テレビ?)                         | JONH-TV        |
| TSB | TV Shinshu (テレビ信州?)                         | JONI-TV        |
| CTV | Chūkyō TV (中京テレビ放送?)                      | JOCH-TV        |
| MBS | MBS TV (毎日放送?)                               | JOOR-TV        |
| NKT | Nihonkai TV (日本海テレビジョン放送?)            | JOJX-TV        |
| tys | TV Yamaguchi System (テレビ山口?)                | JOLI-TV        |
| KRY | KRY TV (山口放送?)                               | JOPF-TV        |
| OHK | OHK TV (岡山放送?)                               | JOOH-TV        |
| TKU | TV Kumamoto (テレビ熊本?)                        | JOZH-TV        |
| TOS | TV Oita (テレビ大分?)                            | JOOI-TV        |
| KTS | Kagoshima Television Station (鹿児島テレビ放送?) | JOTI-DTV       |